# Maurice Berlu
Maurice Berlu, né le 30 mars 1907 à Châtillon-sur-Cher et mort le 3 octobre 1977 à La Rochelle, est un coureur cycliste français, en activité de 1931 à 1943,.

## Biographie
De 1932 à 1936, il court pour l'Équipe cycliste Helyett.

## Palmarès
- 1931
  -  Champion de France de cyclisme sur route Aspirant
  - Prix Albert-Gagnet
- 1933
  - Tours-Châtellerault-Tours
  - 3e de Nantes-Saint-Nazaire-Nantes